# 오니팡!
오니팡!(おにぱん!, Onipan!)은 나가누마 노리히로가 제작하고, WIT STUDIO가 애니메이션을 제작하고, 쇼가쿠칸 슈에이샤 프로덕션이 제작한 오리지널 일본의 애니메이션 TV 시리즈이다. 감독은 오타 마사히코, 작사는 아오시마 타카시, 작곡은 미사와 야스히로가 맡았다. TV 도쿄의 어린이 버라이어티 프로그램 오하스타에서 2022년 4월부터 7월까지 방영되었다.